# Tomaso Burato
Tomaso Burato (Dubrovnik, Empire autrichien, 27 mars 1840 - Zadar, Autriche-Hongrie, 17 janvier 1910), de son nom complet Tommaso Giovanni Marin Burat, est un photographe croate, pionnier de la photographie.